# Pristimantis pardalis
Pristimantis pardalis es una especie de anfibio anuro de la familia Craugastoridae.

## Distribución
Esta especie habita entre los 50 y 1450 m de altitud en el oeste de Panamá y el sur de Costa Rica.

## Publicación original
- Barbour, 1928 : New Central American frogs. Proceedings of the New England Zoological Club, vol. 10, p. 25–31.[5]